# Chyromya hirtiscutellatum
Chyromya hirtiscutellatum är en tvåvingeart som först beskrevs av Lamb 1914.  Chyromya hirtiscutellatum ingår i släktet Chyromya och familjen gulflugor. Inga underarter finns listade i Catalogue of Life.